# Muraena clepsydra
Muraena clepsydra (лат.) — вид лучепёрых рыб из семейства муреновых (Muraenidae). Распространены в прибрежных водах восточной части Тихого океана от Калифорнийского залива до севера Перу, включая Галапагосские острова.

## Описание
Спинной плавник начинается над головой на уровне края жаберной крышки. Спинной и анальный плавники покрыты кожей, но хорошо видны. Зубы острые и хорошо развитые. Тело коричневое, густо покрытое неправильной формы кремового цвета пятнами. В районе края жаберной крышки расположено большое округлое тёмное пятно, превышающее в 2,5 раза диаметр глаза. На нижней челюсти имеется заметное белое пятно. Максимальная длина тела 120 см, обычно до 60 см.

## Распространение и места обитания
Встречается в водах следующих государств: Колумбия, Коста-Рика, Эквадор, Сальвадор, Гватемала, Гондурас, Мексика, Никарагуа, Панама, Перу. Muraena clepsydra обитает на коралловых рифах.